# Рибосомний білок SA
Рибосомний білок SA (англ. Ribosomal protein SA) – білок, який кодується геном RPSA, розташованим у людей на короткому плечі 3-ї хромосоми.  Довжина поліпептидного ланцюга білка становить 295 амінокислот, а молекулярна маса — 32 854.
| 10         |  | 20         |  | 30         |  | 40         |  | 50         |
| ---------- |  | ---------- |  | ---------- |  | ---------- |  | ---------- |
| MSGALDVLQM |  | KEEDVLKFLA |  | AGTHLGGTNL |  | DFQMEQYIYK |  | RKSDGIYIIN |
| LKRTWEKLLL |  | AARAIVAIEN |  | PADVSVISSR |  | NTGQRAVLKF |  | AAATGATPIA |
| GRFTPGTFTN |  | QIQAAFREPR |  | LLVVTDPRAD |  | HQPLTEASYV |  | NLPTIALCNT |
| DSPLRYVDIA |  | IPCNNKGAHS |  | VGLMWWMLAR |  | EVLRMRGTIS |  | REHPWEVMPD |
| LYFYRDPEEI |  | EKEEQAAAEK |  | AVTKEEFQGE |  | WTAPAPEFTA |  | TQPEVADWSE |
| GVQVPSVPIQ |  | QFPTEDWSAQ |  | PATEDWSAAP |  | TAQATEWVGA |  | TTDWS      |

A: Аланін

C: Цистеїн

D: Аспарагінова кислота

E: Глутамінова кислота

F: Фенілаланін

G: Гліцин

H: Гістидин

I: Ізолейцин

K: Лізин

L: Лейцин

M: Метіонін

N: Аспарагін

P: Пролін

Q: Глутамін

R: Аргінін

S: Серин

T: Треонін

V: Валін

W: Триптофан

Цей білок за функціями належить до рибонуклеопротеїнів, рибосомних білків, рецепторів клітини-хазяїна для входу вірусу, рецепторів. 
Задіяний у такому біологічному процесі як взаємодія хазяїн-вірус. 
Локалізований у клітинній мембрані, цитоплазмі, ядрі, мембрані.